# Nampicuán
Nampicuán (Bayan ng Nampicuan - Municipality of Nampicuan) es un municipio filipino de quinta categoría, situado en la parte central de la isla de Luzón. Forma parte del Primer Distrito Electoral de la provincia de Nueva Écija situada en la Región Administrativa de Luzón Central, también denominada Región III.

## Geografía
Se trata del municipio de esta provincia que cuente con la menor extensión superficial y también con el menor número de habitantes. Linda al norte y este con el municipio de Cuyapo; al sur con el de San Juan de Guimba; al este con la provincia de Tarlac, municipios de San Manuel, Anao y Ramos.

### Barangays
El municipio de Nampicuán se divide, a los efectos administrativos, en 21 barangayes o barrios, conforme a la siguiente relación:
| - Alemania - Ambassador Alzate Village - Cabaducán del Este (Población) - Cabaducán del Oeste (Población) - Cabawangán | - Población, Centro y Este - Edy - Maeling - Mayantoc - Médico - Monic | - Población, Norte - Población, Noroeste - Estación - Población, Oeste - Recuerdo | - Población, Centro y Sur - Población, Sureste - Población, Suroeste - Tony - Población, Centro y Oeste. |  |

## Historia

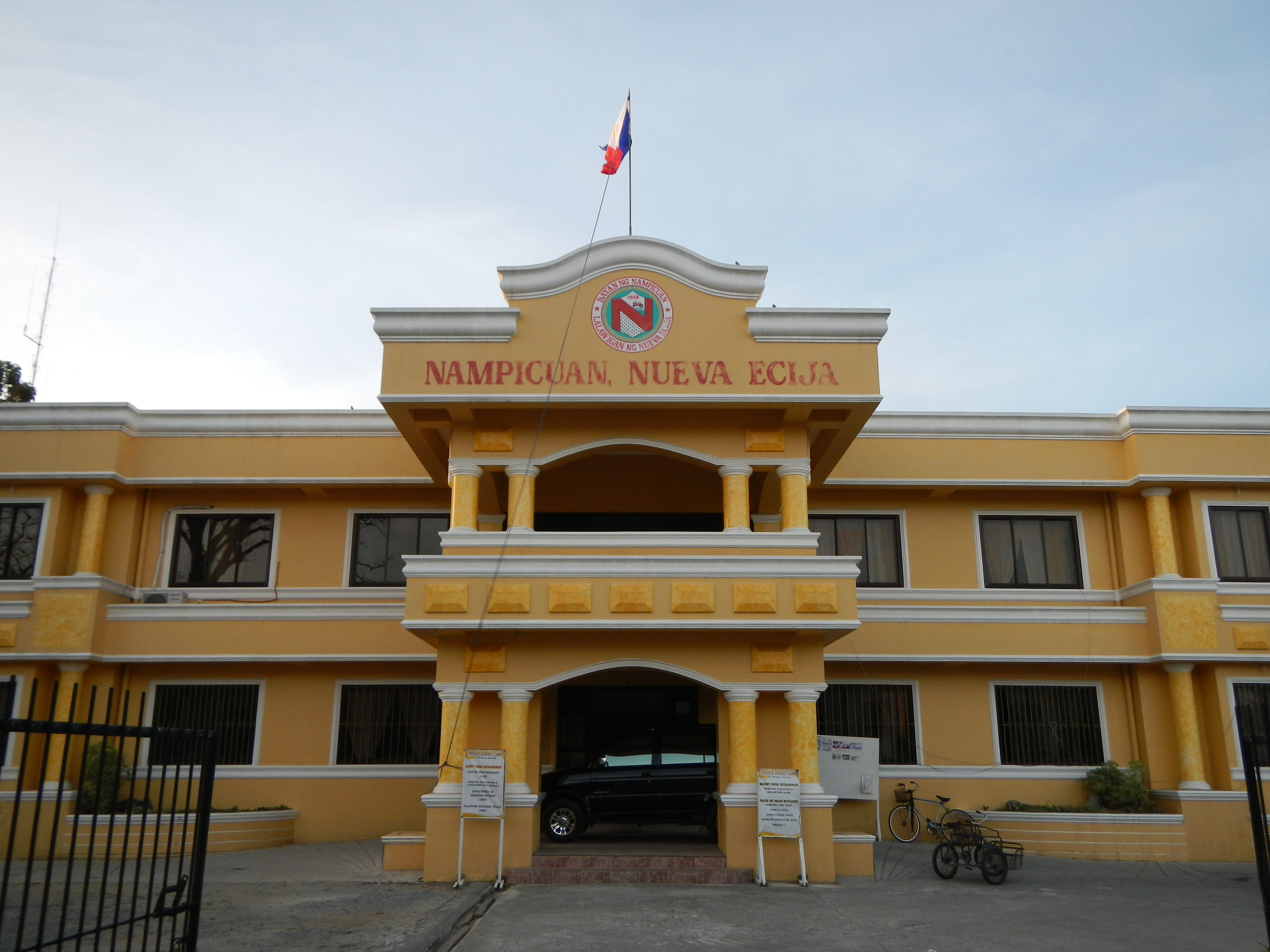
Casas Consistoriales.

El nombre Nampicuan emanaba de la palabra en Idioma pangasinán Nagpicuan, que significa una curva de  carretera. El sitio de "Surgue" o "SULI" fue el punto donde la vía de acceso de Moncada de Tarlac volvió bruscamente hacia el noreste en dirección a Cuyapo.
A finales del siglo XIX, el barrio Nampicuan se convirtió en un municipio, siendo sus primeros alcaldes Andrés Tabilangan y Feliciano Cuaresma.
En 1903 bajo la ocupación estadounidense de Filipinas, Nampicuan vuelve a ser un barrio de Cuyapo, y poco tiempo después fue nuevamente elevada a la categoría de municipio.